# Volkssterrenwacht Nijmegen
Volkssterrenwacht Nijmegen was een sterrenwacht in de Nederlandse stad Nijmegen.
De bouw van de volkssterrenwacht werd gestart in 1996. De gemeente Nijmegen heeft daarvoor een gebouw uitgebreid en aangepast. De toenmalige Vereniging voor de Publiekssterrenwachten sponsorde de aankoop van de 32 cm spiegeltelescoop. Eind 1996 werd het gebouw officieel in gebruik genomen. 
De Volkssterrenwacht Nijmegen ging in samenwerking met de sterrenwachten uit Dieren, Bussloo en Vorden meedoen in het Gelderse radioastronomie-project GeRaAs, waarvoor een speciale Yagi-antenne op het dak werd geplaatst. De sterrenwacht werd in oktober 1998 officieel geopend.
De telescoop is een Schuyttelescoop met een brandpuntsafstand van 4,7 meter en een spiegeldiameter van 32 cm. Deze staat permanent in de koepel binnen het gebouw opgesteld. Daarnaast zijn er verschillende andere telescopen aanwezig, waaronder een zonnetelescoop, Dobson- en Newtontelescoop.
Er is een binnentuin waar de kijkers op een van de twee betonnen statieven geplaatst kunnen worden.
Vanaf september 2016 houden leden verenigingsavonden in Wijkcentrum De Schalmei.